# Psicose pós-parto
Psicose pós-parto (PPP) é uma emergência psiquiátrica rara caracterizada por mania, depressão, confusão grave, perda de inibição, paranoia, alucinações e delírios, que se desenvolve subitamente nas primeiras duas semanas seguintes a um parto. Os sintomas variam e podem-se alterar rapidamente. Os sintomas mais graves duram entre 2 e 12 semanas e a recuperação pode levar de seis meses a um ano.
Cerca de metade das mulheres com PPP não apresentam fatores de risco. No entanto, mulheres com antecedentes de perturbações mentais, particularmente de perturbação bipolar, antecedentes de PPP ou casos na família de PPP estão em maior risco. A condição não é um diagnóstico formal, mas é amplamente usada para descrever uma condição que aparenta ocorrer em 1 por cada 1000 gravidezes. É diferente da depressão pós-parto e da tristeza pós-parto. É possível que seja uma forma de perturbação bipolar.
As causas e prevenção não são claras e é necessária investigação mais profunda. A inexistência de uma categoria formal de diagnóstico e a dificuldade em conduzir ensaios clínicos durante a gravidez são obstáculos à investigação. O tratamento geralmente requer hospitalização, caso em que o tratamento consiste em medicamentos antipsicóticos, estabilizadores de humor e, nos casos onde existe risco significativo de suicídio, eletroconvulsoterapia. As mulheres que tenham sido hospitalizadas devido a uma condição psiquiátrica imediatamente após o parto estão em muito maior risco de se suicidar durante o primeiro ano após o parto.